# برج الماسة
برج الماسة هو برج يقع في مدينة جدة على ساحل البحر الأحمر ، وجاري البناء به حيث سيكون أطول برج لولبي في العالم بطول 432 متر تقريباً بعدد طوابق يصل ل93 طابق ، أما أطول برج لولبي في العالم حالياً هو برج إنيفنتي الموجود في مدينة دبي تحديدا في منطقة مرسى دبي وبرج الماسة يعكس التقدم الملحوظ الذي تشهده مدينة جدة بشكل خاص والمملكة العربية السعودية بشكل عام.